# Rasskazovsky (huyện)
Huyện Rasskazovsky (tiếng Nga: ? райо́н) là một huyện hành chính tự quản (raion), của Tỉnh Tambov, Nga. Huyện có diện tích 1790 km², dân số thời điểm ngày 1 tháng 1 năm 2000 là 23500 người. Trung tâm của huyện đóng ở Rasskazovo.